# Victoria Bulitko
Victoria Serhiivna Bulitko (en ucraniano: Вікторія Сергіївна Булітко; Zaporiyia, RSS de Ucrania, Unión Soviética; 25 de enero de 1983) es una actriz, compositora y cantante ucraniana.

## Biografía
Victoria Bulitko nació el 25 de enero de 1983 en Zaporiyia, RSS de Ucrania, Unión Soviética.
En 2000, se graduó del Departamento de Teatro de la Facultad de Educación Social y Psicológica de la Universidad Nacional de Zaporiyia, con especialización en actuación teatral y cinematográfica.
De 2001 a 2008, trabajó en el Teatro de Zaporiyia para jóvenes espectadores. En 2008, se mudó a Kiev y comenzó a actuar en varios proyectos de cine y televisión. Desde su traslado a Kiev, trabajó como actriz en el Teatro académico de Kiev en Podil hasta 2016.
En 2010, Bulitko interpretó el papel principal en la obra teatral El verano pasado en Chulimsk de Alexander Vampilóv, en la que también interpretó sus propias canciones. Bulitko recibió numerosos premios por su actuación, incluido el premio «Pectoral de Kiev» en dos categorías: «mejor actriz» y «mejor concepto musical».
Trabaja en Dizel Studio desde 2015.

## Filmografía

### Películas
| Año  | Título           | Papel | Notas     |
| ---- | ---------------- | ----- | --------- |
| 2015 | Plokhaya sosedka | Lora  | Telefilme |
| 2019 | Hotel Edelveys   |       |           |

### Series de televisión
| Año  | Título                    | Papel    | Notas                  |
| ---- | ------------------------- | -------- | ---------------------- |
| 2011 | Tri sestry                |          |                        |
| 2011 | Diary of a Pregnant Woman |          |                        |
| 2012 | Bayki Mityaya             | Svetlana | Episodio #15           |
| 2012 | Online                    |          |                        |
| 2014 | Ishchu zhenu s rebyonkom  | Katya    | Episodio #4, Miniserie |
| 2015 | Dva plyus dva             | Lena     | Miniserie              |
| 2015 | Grechanka                 | Julia    |                        |